# 6030 Zolensky
A 6030 Zolensky (ideiglenes jelöléssel 1981 EG36) a Naprendszer kisbolygóövében található aszteroida. Schelte J. Bus fedezte fel 1981. március 7-én.